# Đại bàng bụng hung
Đại bàng bụng hung (tên khoa học Lophotriorchis kienerii) là một loài chim săn mồi trong họ Accipitridae. Nó cũng là loài duy nhất của chi Lophotriorchis, được tìm thấy trong các vùng rừng nhiệt đới ở châu Á. Chúng là loài đại bàng nhỏ, giống với chim ưng, từng được xếp vào chi Hieraaetus và đôi khi cũng trong chi Aquila, nhưng do sự đặc biệt nên chúng được xếp vào chi riêng. Phân tích phát sinh chủng loài của Lerner et al. (2017) cho thấy nó có quan hệ họ hàng gần hơn với nhánh chứa Polemaetus, Lophaetus, Ictinaetus, Clanga, Hieraaetus và Aquila nhưng không gần với Stephanoaetus, Nisaetus hay Spizaetus.

## Phân bố
Loài này phân bố ở những cánh rừng nhiệt đới thấp ở Ấn Độ, (dãy Tây Ghats, dãy Himalaya, Nepal tới Assam và một số địa điểm thuộc dãy Đông Ghats). Ngoài ra là một số quốc gia cũng thấy sự xuất hiện của loài này, bao gồm Sri Lanka, Miến Điện, Thái Lan, đảo Hải Nam, Indonesia (Sumatra, Borneo) Philippines, Việt Nam (Đông Bắc, Trung Bộ và Nam Bộ).

## Mô tả
Lông ở đầu, lưng, đuôi và cánh của chúng màu đen trong khi ngực có màu trắng còn bụng có màu hạt dẻ. Con cái có khối lượng lớn hơn so với con đực. Cổ chân của chúng rất nhiều lông và chúng có thể đứng thẳng, cánh để xuôi (khác biệt so với loài đại bàng khác). Chúng được so sánh và có nhiều điểm giống với các loài đại bàng thuộc chi Hieraaetus và chi Aquila nhưng những nghiên cứu phân tử chỉ ra rằng chúng là loài riêng biệt.
Tổ của chúng làm trên những cành cây lớn, khô. Mỗi một lần, chúng chỉ đẻ duy nhất một trứng, chim đực và chim cái thay nhau ấp và bảo vệ tổ.
Thức ăn của chúng là các loài động vật có vú nhỏ, chim.

## Phân loài
- Lophotriorchis kienerii kienerii: Miền nam Himalaya, tây Ấn Độ, Sri Lanka.
- Lophotriorchis kienerii formosus: Myanmar qua Đông Nam Á, quần đảo Sunda, Philippines và Sulawesi.